# 데바라자

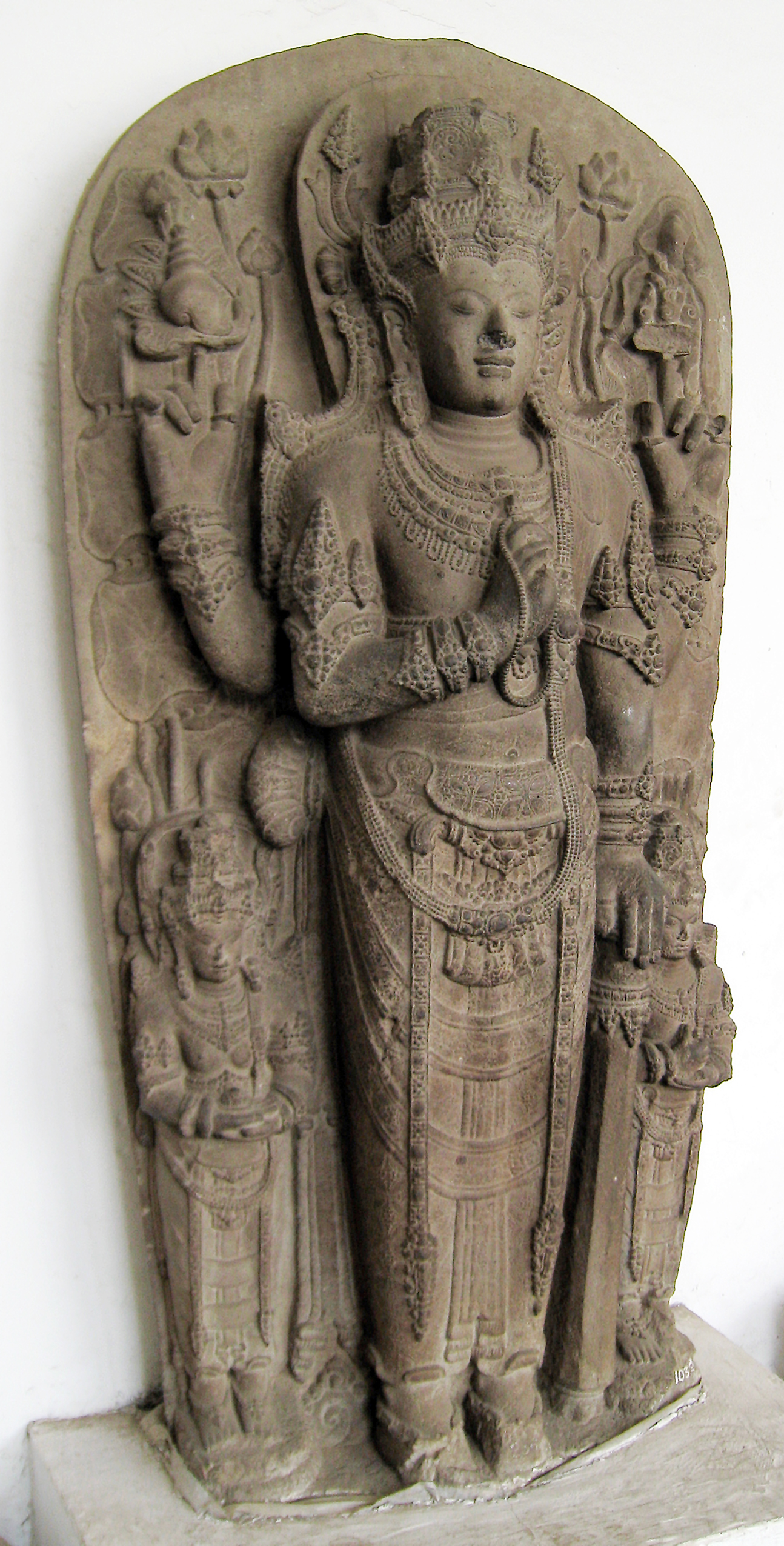
마자파힛 제국의 케르타라자사 왕을 사후에 신격화한 하리하라상. 시바와 비슈누 신의 합체인 하리하라는 왕을 지상에 강림한 신으로 숭배하는 데바라자 개념을 담고 있다.

데바라자(산스크리트어: देवराज)는 중세 동남아시아에서 "신왕" 또는 신격화된 군주의 수도회였다. 데바라자 교단은 지역에 따라 힌두교와 별도의 지역 전통에서 성장했다. 그것은 왕이 바가반(종종 시바 또는 비슈누에게 귀속됨)의 화신인 신성한 보편군주라고 주장했다. 이 개념은 군주를 초월적 자질을 소유한 것으로, 왕을 살아있는 지상의 신으로 보았다. 이 개념은 전륜성왕 개념과 밀접한 관련이 있다(보편군주). 정치에서 그것은 왕권에 대한 신성한 정당화로 간주된다. 이 개념은 제도화되었고 프람바난과 앙코르 와트와 같은 기념물이 지상에 대한 왕의 신성한 통치를 기념하기 위해 세워진 고대 자와섬과 캄보디아에서 정교하게 표현되었다.
왕의 왕권신수설이라는 데바라자 개념은 궁정에 배치된 인도 힌두 브라만 학자들을 통해 인도화된 동남아시아의 왕국들에 의해 채택되었다. 그것은 처음에 자와 왕들에 의해 채택되었고 그 후 다양한 말레이 왕국, 그 다음에는 크메르 제국, 그리고 태국 군주국에 의해 채택되었다.

## 어원과 진화
산스크리트어에서 힌두 기원의 용어 데바-라자는 "신왕" 또는 "신들의 왕"과 같은 다양한 의미를 가질 수 있다. 힌두 만신전에서 신들(데바)의 왕이라는 칭호는 인드라가 지니고 있다. 따라서 지상의 필멸의 왕국은 신들의 천상 왕국을 반영했으며, 이 개념은 왕을 지상에 살아있는 신으로 간주했다. 이는 또한 힌두교와 별도의 지역 전통의 영향을 받았다.
인도계 종교 (또는 다르마 종교 또는 인도 종교라고도 함)는 인도 아대륙에서 기원했다. 즉, 힌두교, 자이나교, 불교이다.. 힌두교, 불교는 수바르나부미와 같은 동남아시아에 대한 많은 언급을 포함한다. 동남아시아에 대한 인도의 영향의 역사에서 알 수 있듯이, 동남아시아 왕국들은 인도화 과정과 산스크리트어 채택을 통해 인도 산스크리트어 용어와 힌두-불교 개념을 채택했다. 데바라자 개념의 진화와 확산이 그러한 예시 중 하나이다.
데바라자 개념은 초기 인도 개념인 "차크라바르틴"에서 발전했다. 차크라바르틴은 이상적인 보편군주를 의미하며, 특히 인도 아대륙 전체의 제국적 통치자(예: 마우리아 제국)를 의미한다. 차크라발라 차크라바르틴에 대한 최초의 언급은 기원전 4세기부터 3세기의 초기 마우리아 제국 시대의 기념물에 나타나며, 찬드라굽타 마우리아와 그의 손자 아소카를 언급한다. 힌두교에서 이 용어는 일반적으로 전 세계로 통치권을 확장한 강력한 통치자를 나타낸다. 불교 왕권과 자이나교에서 이 용어는 일반적으로 세속적 및 영적 왕권과 지도력에 적용된다. 불교에서 차크라바르틴은 부처의 대응자로 간주되었다.
아소카는 기원전  268c.년부터 232년까지 인도 아대륙 거의 전체를 통치했던 마우리아 제국의 황제였다. 불교 전파를 위해 그는 티베트, 중국, 스리랑카, 동남아시아를 포함한 9개 목적지로 불교 사절단을 보냈다. 이러한 초기 시대 연결의 확립은 인도 개념의 동남아시아로의 지속적인 전달로 이어졌다.

## "신성한 통치자"로서의 데바라자 개념

### 목적
데바라자 개념은 의식을 통해 확립되었고 인도화된 왕국 내에서 제도화되었다. 이는 군주가 정치적 정당성, 사회 질서, 경제 및 종교적 측면을 보장하는 데 사용할 수 있는 신성한 권위를 주장할 수 있도록 한다. 정치적 측면에서 이는 왕과 지배 왕조가 그 땅의 정당한 통치자임을 정당화하는 것을 강화한다. 또한 사회 질서를 유지하는 데 사용되며, 왕을 살아있는 신으로 높이는 것은 분명히 백성들의 최대한의 봉사와 헌신을 요구한다. 힌두교, 불교 종교의 동남아시아 도입은 많은 새로운 관습의 채택으로 이어졌다.
데바라자 종교 질서는 또한 왕이 대규모 쌀 농업을 지원하기 위한 정교한 수리 관개 시스템을 만들고 유지하기 위해 백성들을 동원하거나 왕의 명예를 기리기 위해 인상적인 거대한 기념물과 사원을 건설하는 등 대규모 공공 사업 및 웅장한 프로젝트를 착수할 수 있도록 했다. 이러한 웅장한 프로젝트의 예시로는 보로부두르, 프람바난, 그리고 앙코르 유적의 사원과 바라이가 있다.

### 의식
자야바르만 2세에 의해 시연된 데바라자 종교 질서의 예는 왕을 힌두 신 스리 시바와 연관시키는데, 그의 신성한 본질은 산악 사원에 안치된 남근 우상인 링감에 의해 물리적으로 구현되었다. 왕은 고위 사제를 필요로 하는 정교하고 신비로운 의식에서 신격화되었는데, 이 의식에서 왕권의 신성한 본질은 링감의 작용을 통해 통치자에게 부여되었다. 링감의 수호는 왕국의 안보와 밀접하게 연관되었고, 크메르 시대의 위대한 사원 건축은 이 신앙에 부여된 중요성을 증명한다.

## 데바라자 개념의 채택

### 인도 아대륙

#### 남아시아
타밀 문화에서, 특히 상감 시대 동안, 황제는 இறையர் (이라이어) 또는 "넘쳐흐르는 자"로 알려졌고, 왕은 கோ (코) 또는 கோன் (콘)으로 불렸다. 이 시기에 왕은 신의 대표자로 숭배되었다. 현대 타밀어에서도 사원을 의미하는 단어는 'கோயில்'(코일)인데, 이는 "왕의 집"을 의미한다. 왕은 신이 세상을 보호하는 것처럼 세상을 보호했기 때문에 "신의 대리자"로 이해되었다. 이는 초기 중세 시대까지 타밀라캄에서 계속되었을 가능성이 있는데, 유명한 티루발랑가두 비문은 다음과 같이 명시하고 있다.
"라자 라자 촐라 1세 황제에 대한 언급에서, 그의 (몸의) 표식으로 아룰모지(Raja Raja Chola I)가 바로 비슈누임을 알아챘다."

### 동남아시아의 인도화된 정치체
동남아시아의 인도화된 힌두-불교 왕국들은 인도 힌두교와 불교 상인, 승려, 사제들을 궁정에 학자로 배치했다. 이 학자들의 영향으로 이 왕국들은 데바라자 개념을 채택했다. 이는 처음에 자와섬의 힌두-불교 왕국에 의해 채택되었다. 캄보디아, 라오스, 태국, 베트남 및 인근 현대 국가의 다른 지역을 통치했던 크메르 제국은 자와 왕들에게서 이를 채택했다. 결국, 태국 왕들은 인근 크메르 제국에서 이 개념을 채택했다.

#### 자와 왕국

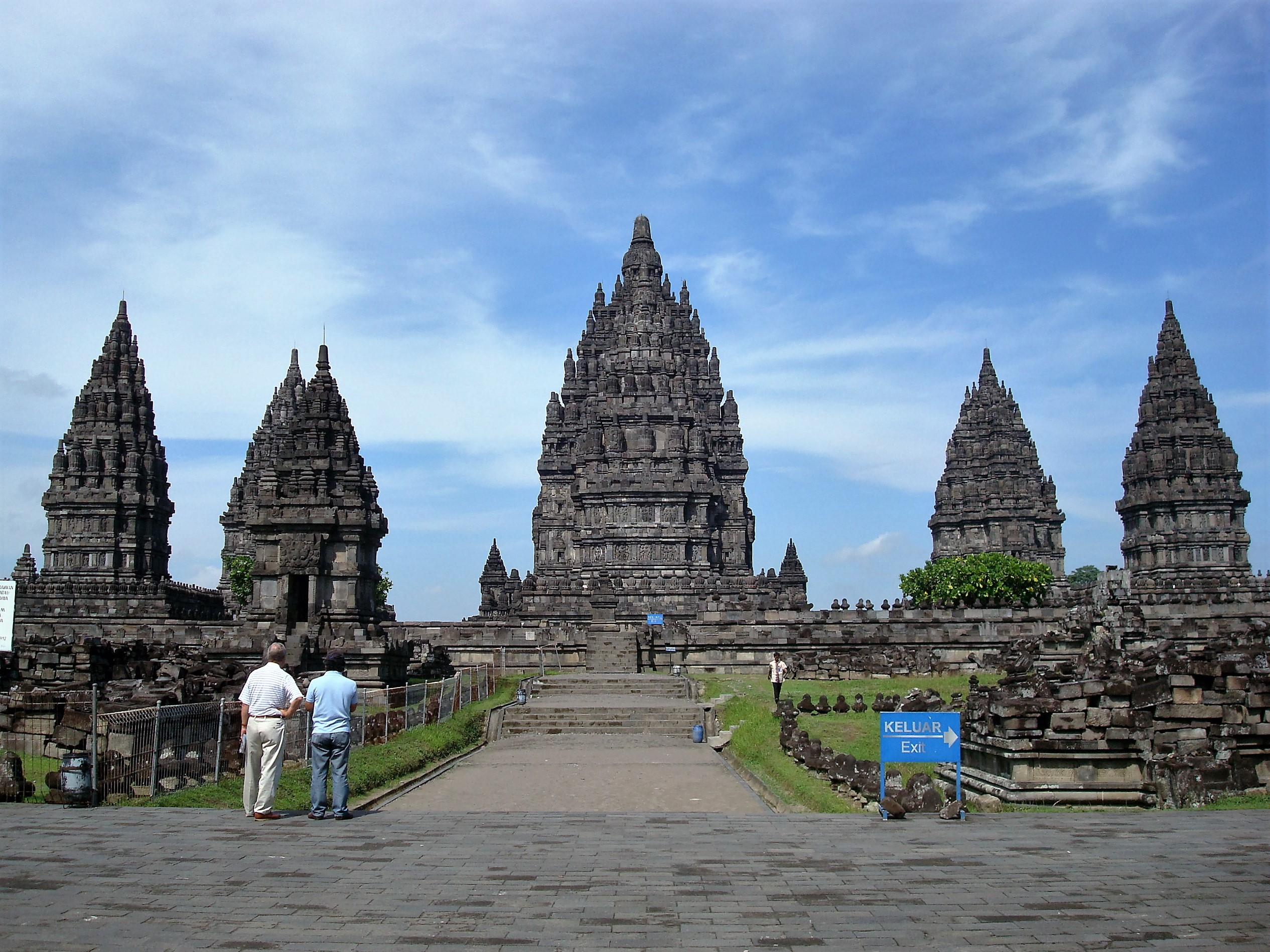
프람바난 트리무르티 사원, 시바그르하 비문(서기 856년)에 따르면 최고 신 시와 마하데바에게 봉헌되었다.

데바라자 또는 신왕 개념은 고대 캄보디아의 국교였지만, 아마도 힌두교의 영향이 동남아시아에 처음 도달한 자와섬에서 유래했을 것이다. 서기 8세기경, 샤일렌드라 왕조는 자와섬, 수마트라섬, 말레이 반도 및 캄보디아 일부 지역을 통치했다고 전해진다. 고대 자와섬에서는 샤일렌드라 왕조 이후부터 데바라자 개념이 732년에 산자야 왕이 새로운 마타람 왕조를 봉헌하기 위해 링감을 세울 때 자와섬에 도입된 것으로 믿어진다. 이는 캉갈 비문에 명시되어 있으며, 이로써 왕은 그의 통치에 대한 시바의 보호를 추구했다.
더 오래된 타루마나가라 왕국에서는 국교가 왕을 지상에 강림한 신으로 여겼다. 타루마나가라 5세기 CE 시아루텐 비문에는 왕의 발바닥 자국이 새겨져 있는데, 이는 푸르나와르만 왕을 지상의 비슈누의 화신으로 여겼다. 두 개의 큰 코끼리 발자국이 새겨진 비문인 케본 코피 1세 비문(텔라팍 가자 석상이라고도 불림)은 왕의 코끼리 탑승을 아이라바타 (신 인드라의 코끼리 탑승)와 연관시켜 왕을 인드라와도 연관시켰다.
중앙 자와섬의 마타람 왕국에서는 죽은 왕의 영혼을 기리기 위해 찬디(사원)를 세우는 것이 관례였다. 사원의 가르브하그리하(중앙 방) 내부의 신상은 종종 죽은 왕을 신으로 묘사했는데, 죽은 왕의 영혼이 마침내 스바르가록에서 숭배받는 신과 결합했기 때문이다. 일부 고고학자들은 프람바난 주 사원의 가르브하그리하에 있는 시바상이 발리퉁 왕을 모델로 하여 그의 사후 신격화된 자아를 묘사한 것이라고 주장한다. 이 개념은 힌두교와 토착 오스트로네시아 조상 숭배의 융합으로 제안된다. 동자와의 카후리판의 11세기 대왕 아이를랑가는 벨라한 사원에서 사후에 비슈누로 신격화되었다. 자와섬에서 신성한 왕의 전통은 케디리 왕국, 싱하사리 왕국, 그리고 15세기의 마자파힛 제국까지 이어졌다.
군도에 이슬람교가 들어오고 마자파힛 제국이 멸망한 후, 신왕의 개념은 이슬람교가 필멸의 인간에게 신성을 부여하는 것을 거부하기 때문에 자와섬에서는 사라졌을 가능성이 크다. 그러나 이 개념은 전통적인 자와 신비주의인 케자웬의 와휴(wahyu)로 남아, 자와섬의 모든 왕과 통치자는 신으로부터 부여받은 신성한 권위와 위임인 와휴를 지녔다고 주장한다. 이는 드막 술탄국, 마타람 술탄국 시대에 자와 왕조의 변화를 설명하고, 심지어 인도네시아 대통령의 계승까지 설명하는, 신에 의해 철회되고 이전될 수 있는 천명이었다.

#### 캄보디아와 크메르 제국

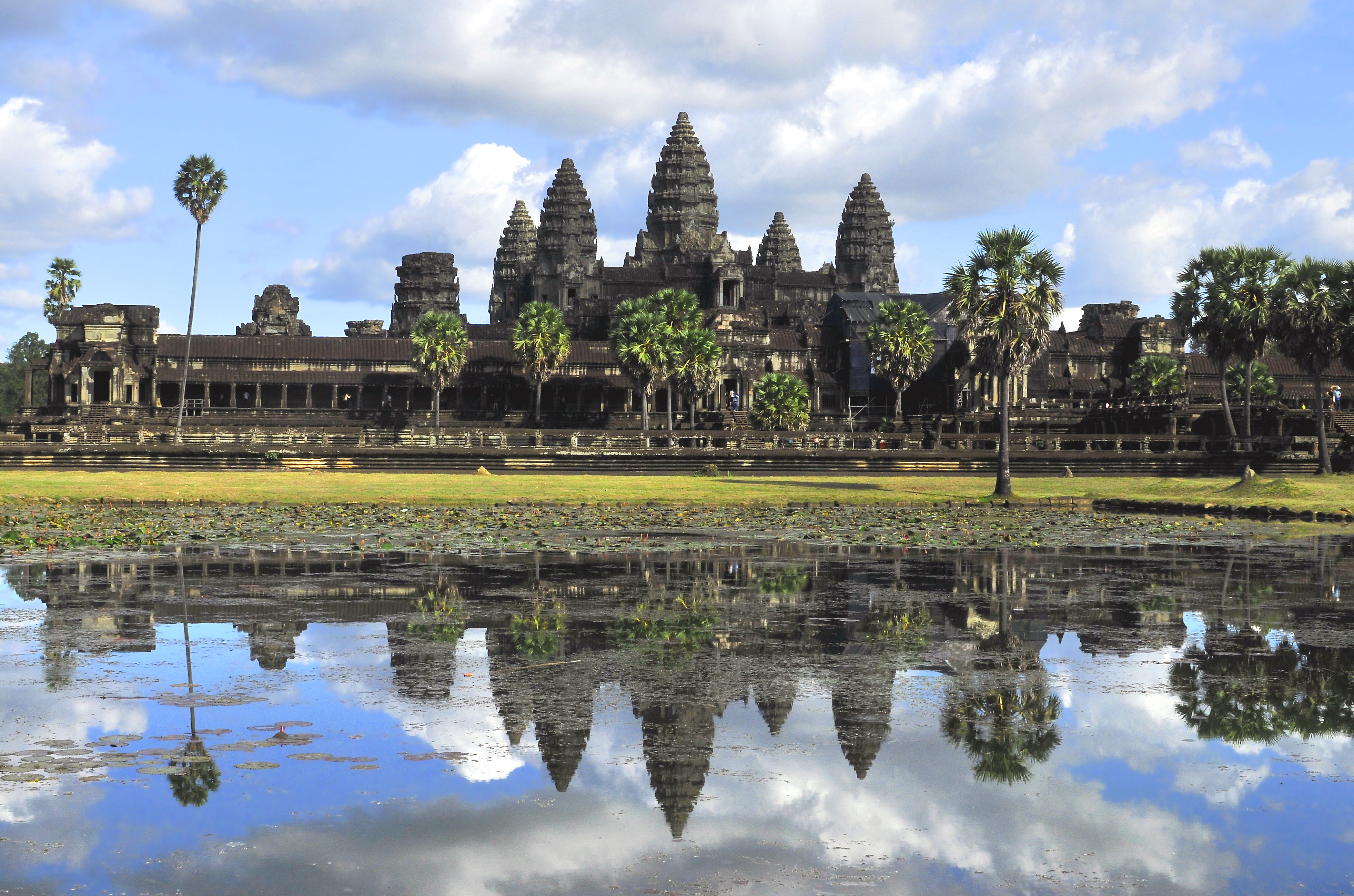
데바라자 개념은 크메르 왕들이 앙코르 와트를 건설하는 것과 같은 대규모 프로젝트에 착수할 수 있도록 했다.

고대 캄보디아에서 데바라자는 국가의 제도화된 종교로 인정받았다. 캄보디아의 "신왕" 개념은 9세기 초 앙코르 유적의 크메르 제국을 건국한 자야바르만 2세에 의해 확립된 것으로 믿어지며, 브라흐마나 학자 시바카이발랴가 그의 첫 번째 수석 사제로 마헨드라파르바타에 있었다.:97,99 수세기 동안 이 개념은 크메르 왕들의 왕실 권위에 대한 종교적 기반을 제공했다.
캄보디아 맥락에서 이 용어는 후자의 의미인 "신왕"으로 사용되었지만, 현대 태국의 스독 칵 톰에서 발견된 1053년 2월 8일자 K. 235 비문의 산스크리트어 부분에서만 등장한다. 이 비문은 크메르 제국의 수호신을 묘사하는 크메르어 용어 '캄라텡 자가트 타 라자("왕이신 우주의 군주")'를 언급하는데, 이 신은 921/22년자 초크 가르갸르(코 케르)의 K. 682 비문에서도 언급되었다.
스독 칵 톰 비문에는 브라흐마나 가문의 한 구성원이 자야바르만 2세(크메르어: ជ័យវរ្ម័នទី២) 시대부터 그의 조상들이 데바라자(캄라텡 자가트 타 라자) 개념을 담당했다고 주장한다. 자야바르만 2세는 서기 800년경 앙코르 지역의 지역 왕의 딸과 결혼하여 작은 왕국을 세웠으며, 이 왕국은 9세기 말 유명한 크메르 제국이 되었다. 역사가들은 이전에 그의 통치 기간을 서기 802년부터 850년까지로 보았지만, 이 날짜들은 매우 늦은 기원(11세기)이며 역사적 근거가 없다. 일부 학자들은 현재 자야바르만 2세를 콤퐁 캄 남쪽의 프라트 탓 프라트 스레이(K. 103, 770년 4월 20일자)와 고대 도시 삼부푸라 근처의 크라체흐 인근 로복 스로트(K. 134, 781년자) 비문으로 알려진 자야바르만 1세 이비스와 동일시하려 노력했다. 스독 칵 톰 비문은 사건 발생 약 250년 후(역사성은 의심스러움)에 새겨졌는데, 쿨렌 언덕 꼭대기에서 자야바르만 2세가 히란야다만이라는 브라만 사제에게 캄보디아에서 이전에 들어본 적 없는 칭호인 전륜성왕, 즉 보편군주로서 자신을 세운 데바라자(크메르어: ទេវរាជា)라는 종교 의식을 거행하도록 지시했다고 기록하고 있다.:99
코에데스는 다음과 같이 말한다. "...남인도에서는 마헨드라 산이 인드라 데바라자를 포함한 모든 신들의 왕(데바라자)으로서의 시바의 거주지이자 산이 서 있는 나라의 주권자로 여겨졌다. 브라만 히란야다마에 의해 확립된 데바라자의 의식은 비나시카, 나요타라, 삼모하, 시라체다의 네 가지 텍스트에 기반을 두었다... 툼부루의 네 얼굴. 이 탄트라들은 "간다르바 툼부루에 의해 대표되는 시바의 네 입에서 발설된 것으로 추정되었다." 그는 이어서 말한다. "동남아시아의 인도화된 왕국에서 힌두교 의식은...결국 왕실 의식이 되었다. 왕권의 본질은...링감에 있다고 여겨졌고...이는 사제를 통해 시바로부터 얻어져 왕에게 전달되었다...사제를 매개로 한 왕과 신 사이의 교감은 신성한 산에서 이루어졌다.":100–101
크메르 황제 자야바르만 2세는 캄보디아 역사에서 앙코르 시대의 기초를 세운 왕으로 널리 알려져 있으며, 802년 마헨드라파르바타 산(현재 프놈 쿨렌으로 알려짐)에서 자야바르만 2세(재위 790–835)가 성대한 즉위식을 거행하여 자와섬의 지배로부터 캄푸치아의 독립(아마도 "인접한 참족", 또는 츠베아)을 축하하는 것으로 시작되었다. 이 의식에서 자야바르만 2세 왕자는 보편군주(캄보디아어로 캄라텡 자가드 타 라자) 또는 신왕(산스크리트어로 데바라자)으로 선포되었다.:58–59 일부 자료에 따르면, 자야바르만 2세는 샤일렌드라("산의 군주"라는 뜻)의 통치 기간 동안 자와섬에 얼마간 머물렀으므로, 데바라자 또는 신왕 개념은 명백히 자와섬에서 수입되었다. 당시 샤일렌드라 왕조는 자와섬, 수마트라섬, 말레이 반도 및 캄보디아 일부 지역을 통치했다고 전해진다.
스독 칵 톰 사원 비문에는 자야바르만 2세가 마헨드라파르바타에서 브라흐마나 히란야다마와 그의 수석 사제 시바카이발랴 경이 주관한 데바라자(크메르어: ទេវរាជា) 의식에 참여하여 자신을 우주의 군주인 전륜성왕으로 세웠다고 기록되어 있다.:99–101
오늘날, 캄보디아 국왕에 대한 대중적인 존경의 전통은 이러한 고대 데바라자 개념의 연속으로 여겨지며, 태국 국왕에 대해서도 잘못된 인식이 있다고 한다.

#### 태국
"신왕"(태국어: เทวราชา) (또는 "신성한 왕") 개념은 이 지역에서 따르던 고대 크메르의 데바라자 전통으로부터 태국 국왕에 의해 채택되었고, 왕권의 힌두교 개념이 태국 왕의 지위에 적용되었다. 이 개념은 왕이 신 비슈누의 아바타라이며 보살(깨달은 자)이라는 생각에 초점을 맞추어 그의 권력을 종교적 권력, 도덕적 권력, 그리고 혈통의 순수성에 기반을 두었다.
사제들이 왕실 즉위식을 담당했다. 왕은 힌두교의 신의 환생으로 취급되었다. 아유타야 역사 문서는 왕들의 공식 직함이 인드라, 시바, 비슈누 또는 라마와 같이 매우 다양했음을 보여준다. 겉보기에는 "라마티보디"와 같이 라마가 가장 인기가 많았다. 그러나 불교의 영향도 분명했는데, 여러 번 왕의 직함과 "비공식" 이름이 "담마라자"였다. 앞의 두 개념은 재확립되었고, 세 번째, 더 오래된 개념이 자리 잡았다.
국가 이익에 의해 반신적 존재로 묘사된 왕은 엄격한 문화적 구현을 통해 백성들에게 숭배와 존경의 대상이 되었다. 그때부터 군주제는 백성들과 크게 분리되었고 절대 통치 체제 아래에서 계속되었다. 메루산 (힌두교에서 "신들의 집")을 본떠 설계된 궁궐에 살면서, 왕들은 자신들을 "전륜성왕"으로 만들었고, 왕은 그의 왕국의 절대적이고 보편적인 군주가 되었다. 왕들은 우주가 자신들을 중심으로 돌아간다고 상상하도록 요구했고, 정교한 의식과 의례를 통해 그들의 권력을 표현했다. 4세기 동안 이 왕들은 아유타야를 통치하며 태국 역사상 가장 위대한 문화적, 경제적, 군사적 성장기를 이끌었다.

#### 동남아시아의 다른 인도화된 라자국 및 술탄국
말레이 연대기에는 말레이 국가(오늘날의 빠따니주, 말레이시아, 인도네시아, 브루나이, 필리핀 포함)의 라자와 술탄뿐만 아니라 자와섬의 마자파힛 제국과 같은 전신 왕국들도 신성한 통치권을 주장했다. 술탄은 신에 의해 임명되었으므로 종교적 문제, 의식 및 기도에서 자신의 국가와 백성을 이끌어야 한다. 이 신성한 권리는 다울랏(아랍어 용어 다울라 '국가'에서 유래)이라고 불리며, 신성한 권리라는 개념은 다소 시대에 뒤떨어졌지만, 여전히 양 디페르투안 아공 및 말레이시아의 다른 술탄들과 같은 현 국왕을 공개적으로 환호하는 데 사용되는 다울랏 투안쿠(문자 그대로 '당신의 권력')라는 구절에서 발견된다. 이 외침은 본질적으로 유럽의 "왕이 죽었다, 국왕 만세!" 또는 중국의 만세와 유사하며, 왕실 행사 중에는 현 국왕과 그의 배우자의 사진이 현수막에 자주 동반된다. 인도네시아에서는 특히 자와섬에서 술탄의 신성한 권리는 와휴 또는 '계시'로 더 일반적으로 알려져 있지만, 이는 세습되지 않고 먼 친척에게도 전달될 수 있다.

## 같이 보기
- 불교 왕권
- 전륜성왕
- 차트라파티
- 다르마라자
- 일본 천황
- 마하 탐마라차
- 파라오
- 신성한 왕

### 설명주
1. ↑  Adams: "초기 불교, 힌두교, 자이나교, 시크교를 포함한 인도 종교, 그리고 때로는 테라와다 불교와 남동아시아의 힌두교 및 불교에 영감을 받은 종교들."

### 참조주
1. 1 2  Sengupta, Arputha Rani (Ed.) (2005). 《God and King : The Devaraja Cult in South Asian Art & Architecture》. National Museum Institute. ISBN 8189233262. 2012년 9월 14일에 확인함.
2. 1 2 3 4 5  “Devarāja”. Britannica.
3. ↑  Adams, C. J., Classification of religions: Geographical, 브리태니커 백과사전, 2007. Accessed: 15 July 2010
4. 1 2  Michaels, Axel (2004), 《Hinduism. Past and present》, Princeton, New Jersey: Princeton University Press, p. 33
5. ↑  Svarghese, Alexander P. (2008), 《India : History, Religion, Vision And Contribution To The World》, pp. 259–260
6. ↑  Flood, Gavin; Olivelle, Patrick (2003), 《The Blackwell Companion to Hinduism》, Malden: Blackwell, pp=xx–xxiv
7. ↑  Gopal, Madan (1990).  K.S. Gautam, 편집. 《India through the ages》. Publication Division, Ministry of Information and Broadcasting, Government of India. 81쪽.
8. ↑  Rosenfield, 175
9. ↑  Chandra, Amulya (2015년 5월 14일). 〈Ashoka | biography – emperor of India〉. 《Britannica.com》. 2015년 8월 21일에 원본 문서에서 보존된 문서. 2015년 8월 9일에 확인함.
10. ↑  Strong, John S. (1995). 〈Images of Aśoka: Some Indian and Sri Lankan Legends and their Development〉.   Anuradha Seneviratna. 《King Aśoka and Buddhism: Historical and Literary Studies》. Buddhist Publication Society. ISBN 978-955-24-0065-0., pp=143
11. ↑    - Gombrich, Richard (1995). 〈Aśoka – The Great Upāsaka〉.   Anuradha Seneviratna. 《King Aśoka and Buddhism: Historical and Literary Studies》. Buddhist Publication Society. ISBN 978-955-24-0065-0., pp=10-12
12. ↑  Thapar, Romila (1995). 〈Aśoka and Buddhism as Reflected in the Aśokan Edicts〉.   Anuradha Seneviratna. 《King Aśoka and Buddhism: Historical and Literary Studies》. Buddhist Publication Society. ISBN 978-955-24-0065-0., pp=32
13. ↑  Ramanujan, A.K. (2011). 《Poems of Love and War: From the Eight Anthologies and the Ten Long Poems of Classical Tamil》. Columbia University Press. ISBN 978-0-231-15735-3.
14. ↑  N. Subramanian (1966). 《Śaṅgam polity: the administration and social life of the Śaṅgam Tamils》. Asia Pub. House.
15. ↑  M. Fic, Victor (2003). 《From Majapahit and Sukuh to Megawati Sukarnoputri: Continuity and Change in Pluralism of Religion, Culture and Politics of Indonesia from the XV to the XXI Century》. Abhinav Publications. 89쪽. ISBN 9788170174042. 2015년 5월 30일에 확인함.
16. ↑  Widyono, Benny (2008). 《Dancing in shadows: Sihanouk, the Khmer Rouge, and the United Nations in Cambodia》. Rowman & Littlefield Publisher. ISBN 9780742555532. 2013년 2월 25일에 확인함.
17. ↑  M. Fic, Victor (2003). 《From Majapahit and Sukuh to Megawati Sukarnoputri: Continuity and Change in Pluralism of Religion, Culture and Politics of Indonesia from the XV to the XXI Century》. Abhinav Publications. 91쪽. ISBN 9788170174042. 2015년 5월 30일에 확인함.
18. ↑  Khan, Nahar Akbar (2017년 9월 27일). 《The Malay Ancient Kingdoms: My Journey to the Ancient World of Nusantara》 (영어). Partridge Publishing Singapore. ISBN 9781543742602.
19. ↑  Soetarno, Drs. R. second edition (2002). "Aneka Candi Kuno di Indonesia" (Ancient Temples in Indonesia), pp. 16. Dahara Prize. Semarang. ISBN 979-501-098-0.
20. ↑  Drs. R. Soekmono (1988) [first published 1973]. 《Pengantar Sejarah Kebudayaan Indonesia 2, 2nd ed.》 5 reprint판. Yogyakarta: Penerbit Kanisius. 83쪽.
21. ↑  Woodward, Mark (2010년 10월 28일). 《Java, Indonesia and Islam》 (영어). Springer Science & Business Media. ISBN 9789400700567.
22. 1 2 3 4  Coedès, George (1968).  Walter F. Vella, 편집. 《The Indianized States of Southeast Asia》. trans.Susan Brown Cowing. University of Hawaii Press. ISBN 978-0-8248-0368-1.
23. ↑  Claude Jacques, "The Kamrateṅ Jagat in ancient Cambodia", Indus Valley to Mekong Delta. Explorations in Epigraphy;  ed. by Noboru Karashima, Madras: New Era Publications, 1985, pp. 269-286
24. ↑  예를 들어 Michael Vickery, Society, Economics, and Politics in Pre-Angkor Cambodia: The 7th-8th Centuries, Tokyo: The Centre for East Asian Cultural Studies for Unesco, The Toyo Bunko, 1998, p. 396: "자야바르만 2세는 남쪽 출신일 뿐만 아니라, 알려진 어떤 왕보다 비아다푸라와 특히 밀접한 관계를 맺고 있었다. 이 장소는 앙코르 이전 비문 K. 109/655 [정확히: 656년 2월 10일]에서만 기록되었지만, 앙코르 시대 텍스트 16개에서, 마지막은 1069년 [팔할의 K. 449, 1069년 5월 3일 일요일]... 그 중 두 개, K. 425/968과 K. 449/1069는 자야바르만 2세가 비아다푸라에서 사람들을 데려와 바탐방에 정착시켰다는 명확한 기록이다."
25. ↑  Inscriptions du Cambodge, Vol. V, Paris 1953, pp. 33-34
26. ↑  Inscriptions du Cambodge, Vol. II, Hanoi 1942, pp. 92-95
27. ↑  Albanese, Marilia (2006). 《The Treasures of Angkor》. Italy: White Star. 24쪽. ISBN 88-544-0117-X.
28. ↑  Higham, C., 2014, Early Mainland Southeast Asia, Bangkok: River Books Co., Ltd., ISBN 9786167339443
29. ↑  Widyono, Benny (2008). 《Dancing in shadows: Sihanouk, the Khmer Rouge, and the United Nations in Cambodia》. Rowman & Littlefield Publisher. ISBN 9780742555532. 2013년 2월 25일에 확인함.
30. ↑  Wales, H. G. Quaritch (2005년 4월 14일) [First published in 1931]. 〈Chapter IV, the kingship〉. 《Siamese state ceremonies》 digital판. London: Bernard Quaritch. 31쪽. 2012년 4월 25일에 확인함. ... to-day we find the only certain relic of the cult of the Royal God in the symbolism of the Coronation Ceremony by which the priests call down the spirits of Visnu and Siva to animate the new king ...